# Scipione Di Pierro Netto
Scipione Di Pierro Netto (São Paulo, 5 de junho de 1926 — São Paulo, 19 de dezembro de 2005)  foi um professor de matemática, escritor de livros didáticos e renomado educador brasileiro.
Neto de imigrantes italianos, graduou-se em Matemática pela PUC-SP em 1954. Fez seu doutorado em Educação na USP, em 1973. Nas décadas de 1950 e 1960 foi professor de Matemática da rede pública do Estado de São Paulo. Iniciou a carreira na distante Piraju e acabou obtendo, por concurso público, a cadeira do Colégio de Aplicação da USP, uma escola que, por volta de 1970, era reconhecida pela excelência e pelas inovações.
Lecionou em diversas instituições de ensino superior, entre elas a Universidade de São Paulo (USP) e a Pontifícia Universidade Católica de São Paulo (PUC-SP). Na primeira, aposentou-se em 1984; na última, manteve a cátedra até o final da vida. Teve participação no Grupo de Estudos do Ensino da Matemática (GEEM), presidido por Osvaldo Sangiorgi. Scipione foi autor de inúmeros livros didáticos de matemática e começou a ter destaque nesse ofício no final da década de 1960. Fundou na década de 1980 sua própria editora (Editora Scipione), mais tarde incorporada pela Editora Ática. 
Deixou como uma de suas principais heranças didático-pedagógicas a experiência do Colégio de Aplicação da Universidade de São Paulo levada a seus primeiros livros didáticos, que buscaram formas alternativas de trabalho com a então Matemática Moderna.